# Дончовці
До́нчовці (болг. Дончовци) — село в Габровській області Болгарії. Входить до складу общини Трявна.

## Населення
За даними перепису населення 2011 року у селі проживали 4 особи, усі — болгари.
Розподіл населення за віком у 2011 році:
Динаміка населення: